# NGC 2969
NGC 2969 is een spiraalvormig sterrenstelsel in het sterrenbeeld Sextant. Het hemelobject werd op 27 maart 1786 ontdekt door de Duits-Britse astronoom William Herschel.

## Synoniemen
- MCG -1-25-21
- MK 1235
- IRAS09394-0822
- PGC 27714